# Kreidefelsen auf Rügen
Kreidefelsen auf Rügen ist ein 1818 entstandenes Gemälde von Caspar David Friedrich. Das Bild in Öl auf Leinwand im Format 90,5 × 71 cm ist ein Hauptwerk der deutschen Romantik; es befindet sich im Kunst Museum Winterthur – Reinhart am Stadtgarten in Winterthur.

## Bildbeschreibung
Das Gemälde zeigt eine Steilküste am Meer mit bizarren grell-weißen Felsen. Zwei Buchen berühren sich am oberen Bildrand, rechts steht ein bildbeherrschender Baum einem kleinen Baum gegenüber, der von den Wurzeln nur noch notdürftig gehalten wird. Auf dem schmalen grasbewachsenen Vordergrund befinden sich drei Personen, dem Anschein nach ist es eine Ausflugsgesellschaft. Eine Frau mit rotem Kleid und hoch gesteckten Haaren sitzt im Gras. Sie hält sich mit der linken Hand an einem verdorrten Ast fest und zeigt mit der rechten Hand auf eine Blume und zugleich in Richtung der Klippen. In der Mitte des Vordergrundes kriecht ein Mann ängstlich auf dem Boden, lugt vorsichtig über den Rand und sucht mit den Händen Halt im Gras. Er hat blondes Haar und trägt einen blauen Gehrock, Zylinder und Wanderstock sind abgelegt. Rechts steht ein Mann mutig auf einigen dünnen Ästen über der Tiefe, mit dem Rücken an einen Baumstumpf gelehnt. Er hat die Arme vor der Brust verschränkt, trägt einen grüngrauen Gehrock und Hut. Er schaut aufs Meer hinaus. Die wenigen Wellen im ruhigen Meer spiegeln die Mittagssonne. Zwei weiße Segelboote sind unterwegs. Die Farben geben dem Bild einen heiteren Charakter.

## Struktur und Ästhetik
Friedrich gibt hier mehr als in anderen seiner Kompositionen die Raumkontinuität auf. Er bietet dem Betrachter eine in ihrer Radikalität einmalige Raum- bzw. Flächenkonstruktion. Unter Verzicht auf die Tiefenachse sind bildparallel drei Raumzonen angeordnet, voneinander farblich und motivisch separiert. Die vordere Raumzone öffnet sich in der Bildfläche als eine Art Fenster aufs Meer, von Felsen und Bäumen sehr traditionell gerahmt, durch das die drei Menschen die „Außenwelt“ wahrnehmen. Danach bildet der Bereich der zerklüfteten gespenstisch weißen Felsen den denkbar größten Kontrast zum unendlich scheinenden Meer. Die beiden Schiffe befinden sich wie auf einer immateriellen Folie in einiger Entfernung zueinander und sind dennoch gleich groß. So vermittelt sich die vertikale Spannung zwischen Nähe und Ferne. Die Wirkung eines gefahrvollen Abgrundes entsteht durch die schmale Rasenbank, den Einschnitt in die Klippen und das dahinter wie eine Wand aufsteigende blaugrüne Meer, das erst knapp unter dem Geäst der Bäume in Rosablau verblasst. Die Linie des linken senkrechten Goldenen Schnitts verläuft durch die tiefste Kerbe im Kreidefelsen und wirkt für das Bild harmoniestiftend, lässt das Auge zur Ruhe kommen. Die zentrale Bildform wird je nach Intention als Herzform oder als vollgelaufener Felstrichter betrachtet. Stellt man das Bild auf den Kopf, schlägt die negative Form des Trichters in die positive eines bizarren Berggipfels um. Die Felsen ohne irgendein Leben kontrastieren die Genauigkeit, mit der im Vordergrund Figuren und Vegetation dargestellt sind. Der farbliche Dreiklang Grün-Weiß-Blau wird durch das rote Kleid der Frau erhöht. Für Friedrichs Stimmungstendenz in der Malerei ist dieses Bild ein ungewohnt festliches. Es ist kaum zu erklären, ob die Faszination der Darstellung aus ihrer formalen Kühnheit oder kontrastreichen Farbigkeit entsteht.

## Die Landschaft
Die Landschaft des Gemäldes ist sicher auf der Insel Rügen an den Kreidefelsen der Kleinen Stubbenkammer, südlich der Victoriaussicht zu verorten, wenn Friedrich seine Klippen auch aus Skizzen von verschiedenen Felsen zusammengestellt hat. So stammt die rechte Felswand von der Großen Stubbenkammer. In mehreren Reiseführern und in mancher Rügen-Literatur sind fälschlicherweise die Wissower Klinken als motivische Inspiration angegeben. Diese existierten zum Zeitpunkt der Entstehung des Gemäldes noch nicht, sondern entstanden erst später erosionsbedingt. Im Bild sind die Felsen zerklüfteter und steiler als die in der Natur von Wind und Wetter geschliffenen. Die tatsächliche Position des Malers konnte durch einen Stahlstich Johann Friedrich Rosmäßlers von 1835 bestimmt werden.

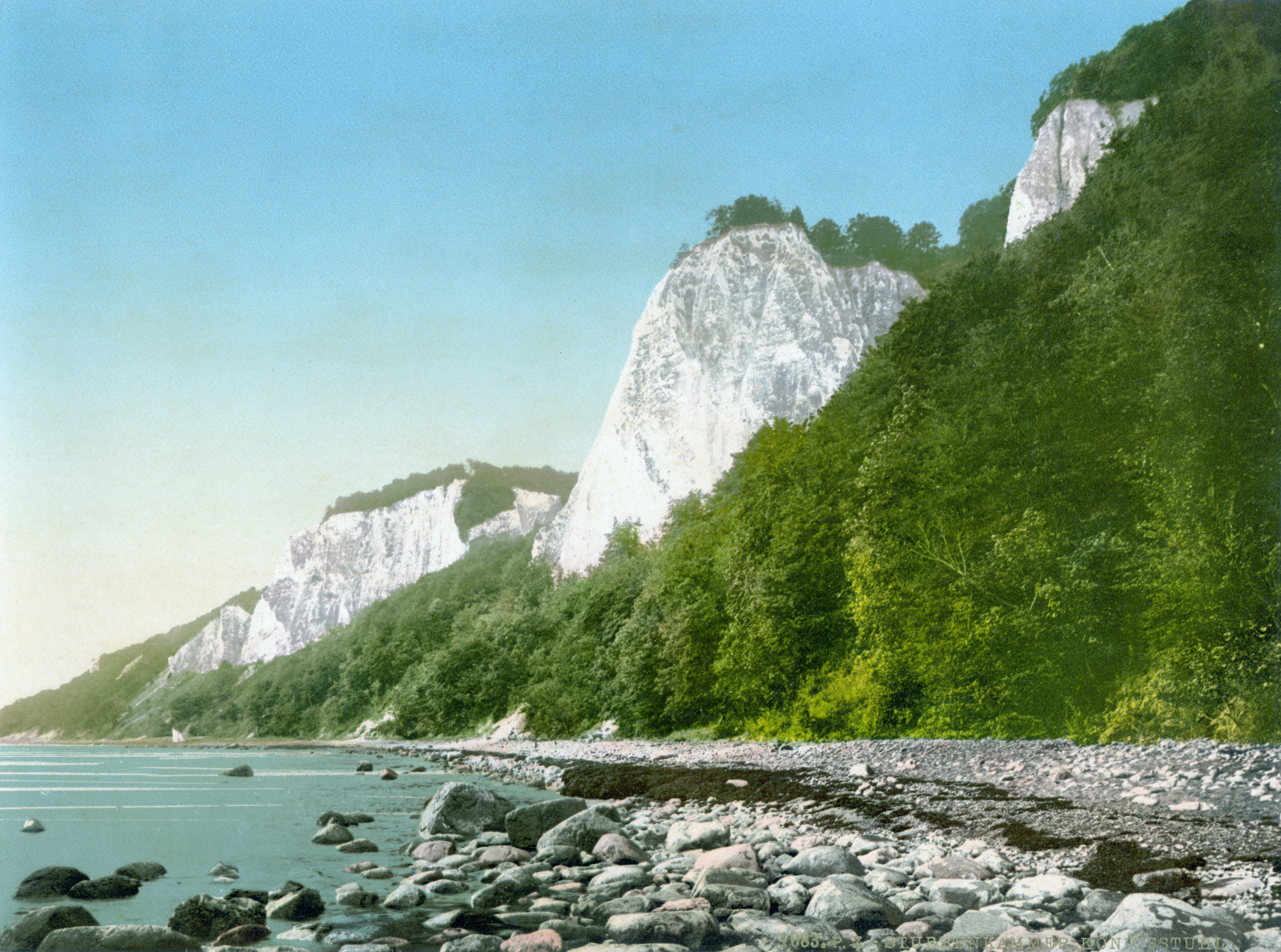
Stubbenkammer um 1900
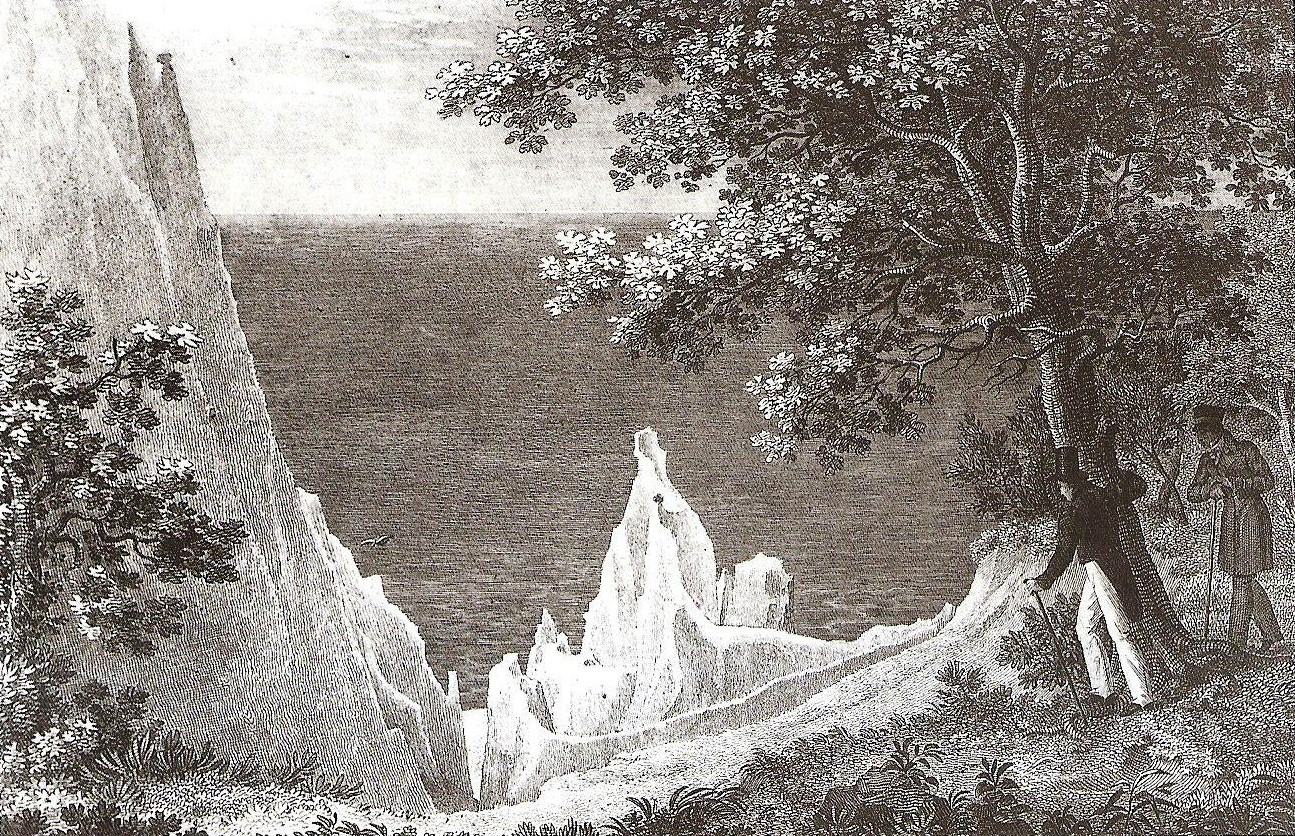
Johann Friedrich Rosmäßler: Kleine Stubbenkammer, 1835
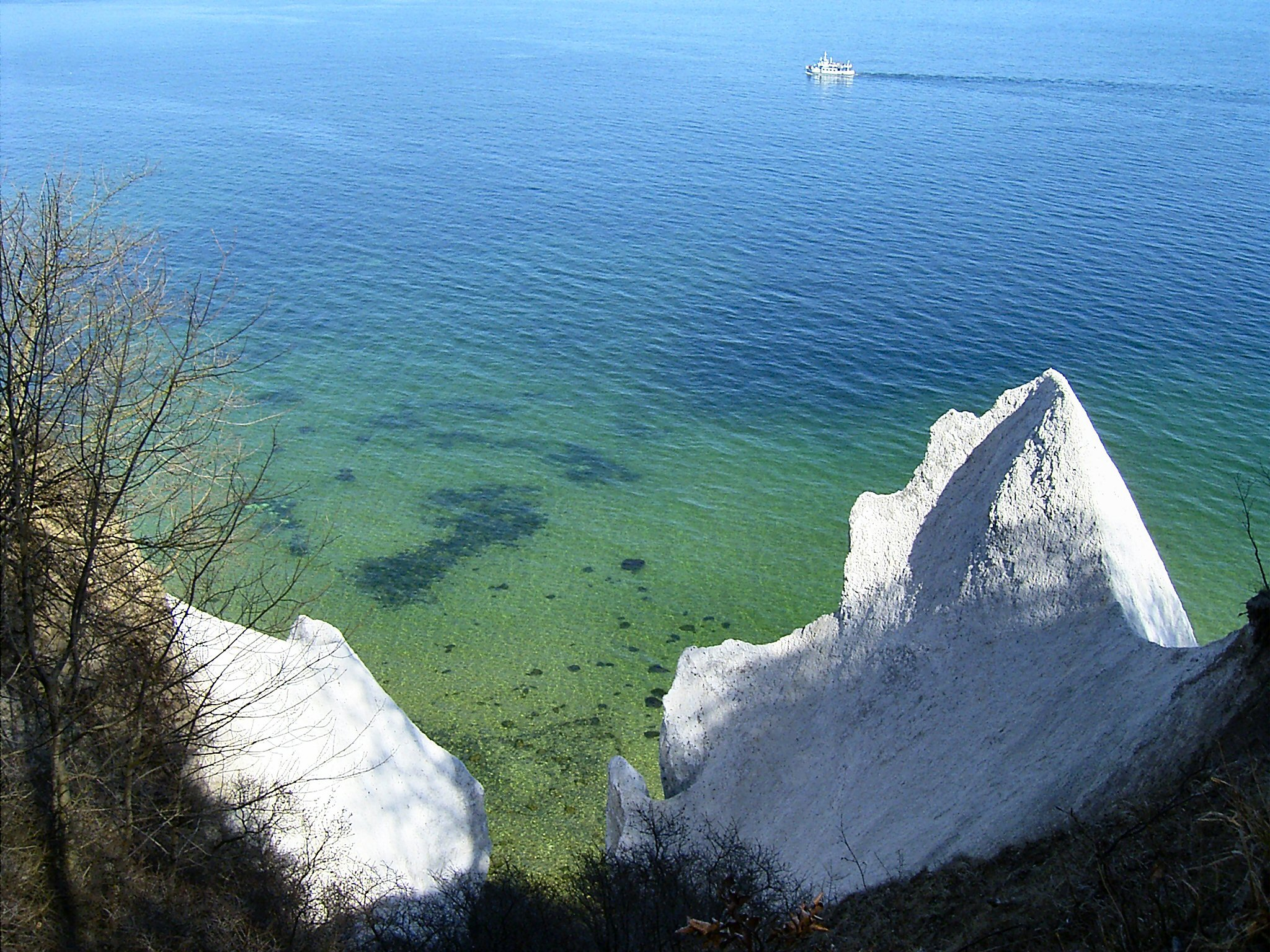
Wissower Klinken im April 2004
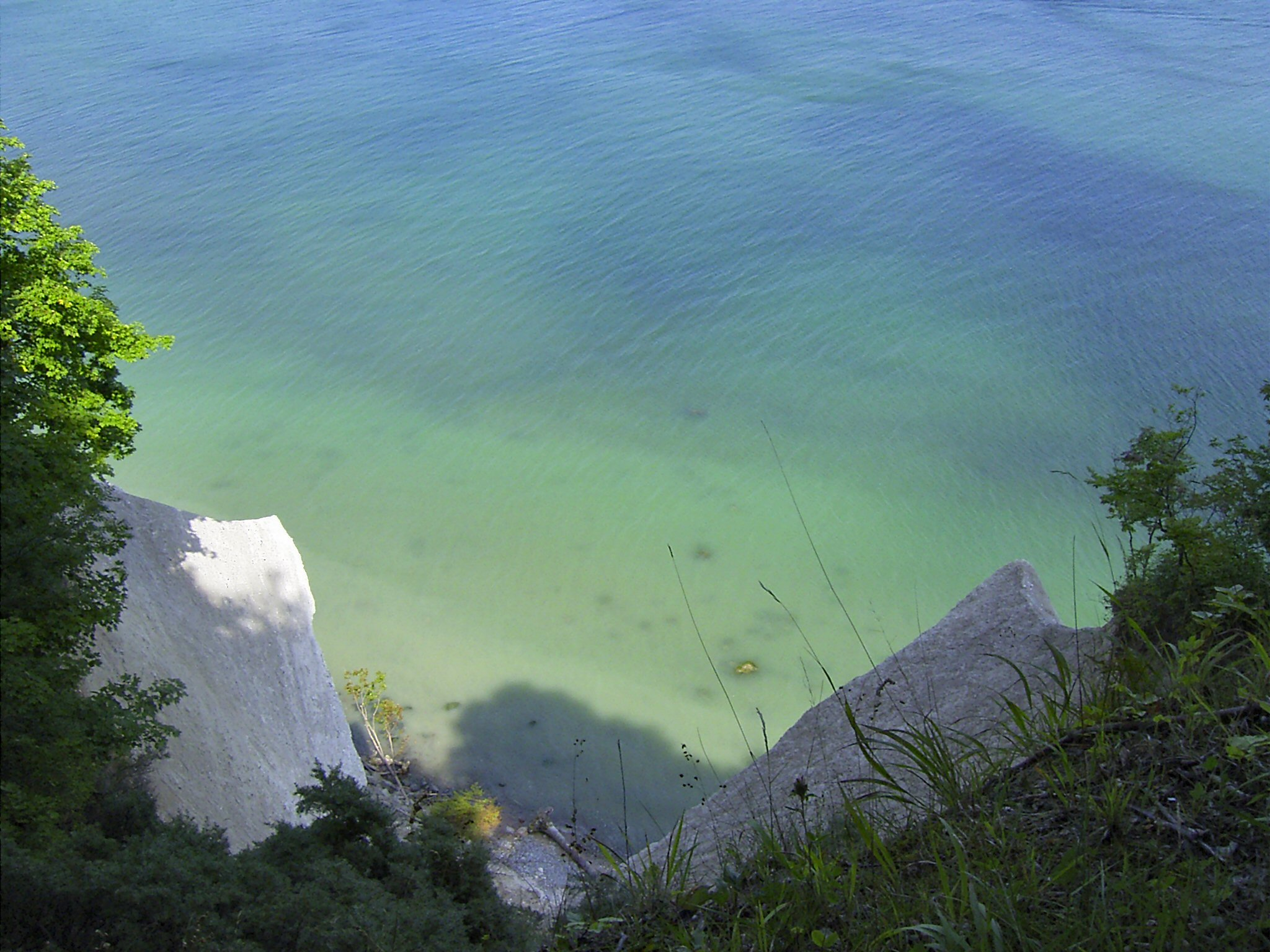
Wissower Klinken nach dem Abbruch, August 2005

## Bilddeutung
Der Zugang zur Interpretation des Bildes erschließt sich über die Identifizierung des Bildpersonals. Da es dazu keine Überlieferung gibt und auch der biografische Kontext keine schlüssigen Antworten zulässt, ergeben sich die Bilderzählungen aus den für das Werk des Malers typischen Deutungsmustern. Der Bildsinn wird unter religiösen, politischen, philosophischen, psychopathografischen sowie form- und farbsymbolischen Aspekten gelesen. Weil das Gemälde nach der Hochzeitsreise Friedrichs mit seiner Frau Caroline im Sommer 1818 entstand, die das Paar auch auf die Insel Rügen führte, gilt die Deutung als „Hochzeitsbild“ als scheinbar plausibel und populär.

### Tugenden
Für einen religiös bestimmten Sinngehalt in einer Allegorie hat Helmut Börsch-Supan den Personen und Farben des Bildes die christlichen Kardinaltugenden zugeordnet. Die Frau mit ihrem roten Kleid stünde für Liebe, der am Boden kriechende Mann in seinem blauen Rock für Glaube und der am Baumstumpf lehnende Mann in grün-grauer Kleidung für Hoffnung. Wobei die am Boden kriechende hagere Gestalt durch den runden Schädel und die blonden Haare als Friedrich zu identifizieren sei, die Frau als seine Gattin Caroline und der zweite Mann Friedrichs Bruder Christian. Der am Boden liegende Hut wird als Zeichen der Demut gedeutet. Mit den Tugenden Glaube, Liebe, Hoffnung ist eine protestantische Tradition in der Kunst angesprochen, die Friedrichs theologischem Verständnis entspricht.

### Naturanschauung
Drei verschiedene Formen der Auseinandersetzung mit der Natur erkennt Werner Hofmann in dem Gemälde. Hierin liege der Sinn der Bildkonstruktion. Die Frau zeigt in den Abgrund, der Mann untersucht Grashalme und der andere Mann blickt auf das Meer hinaus. Hier sei die Thematisierung von Nähe und Ferne an menschliche Erwartungen geknüpft.

### Hochzeitsbild

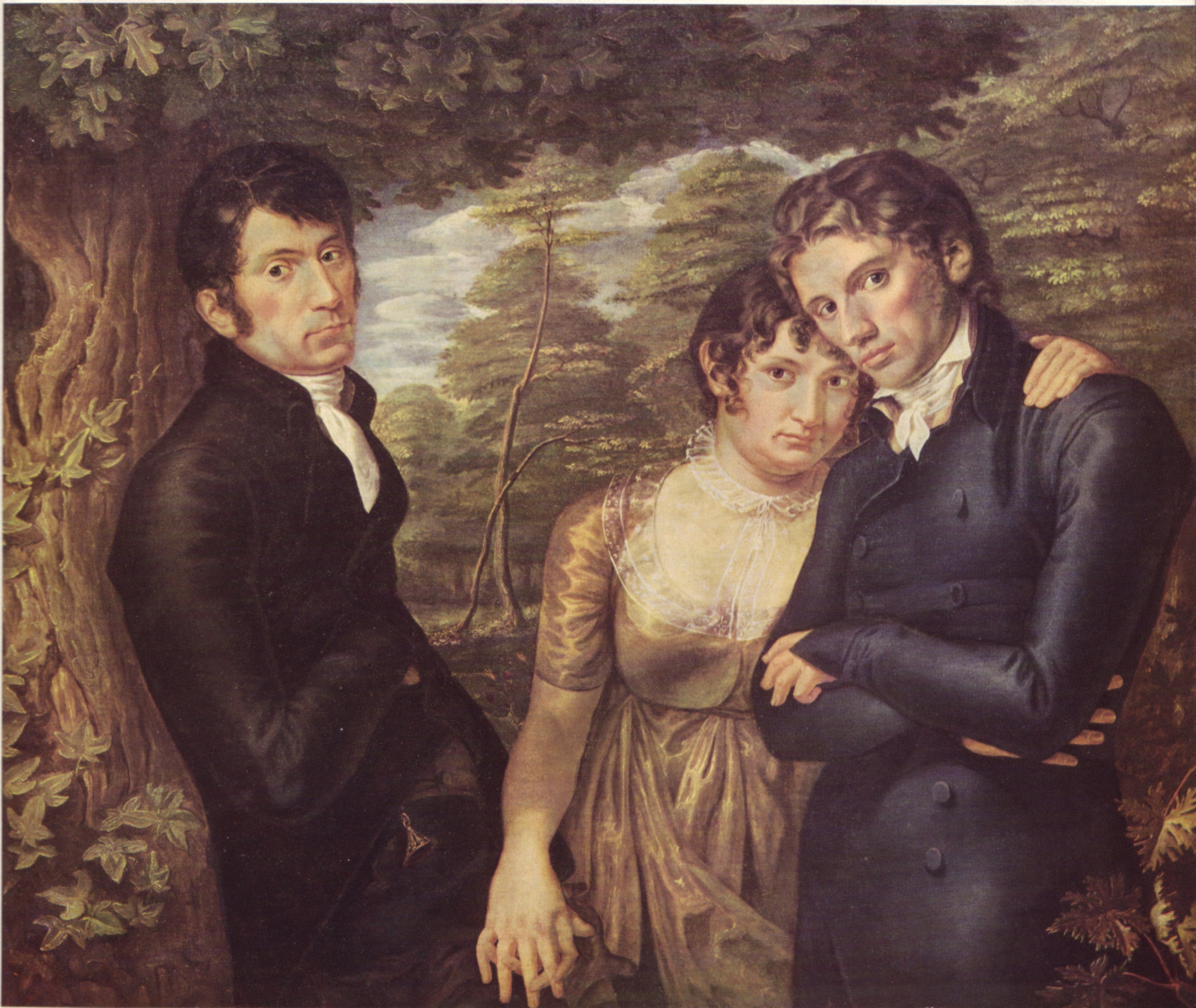
Philipp Otto Runge: Wir drei, 1805

Jens Christian Jensen führte die These vom Hochzeitsbild in Deutung ein und erreicht damit einen breiten Konsens unter Kunsthistorikern (u. a. Wieland Schmied, Werner Busch). Die dargestellte Szene sei durch den herzförmig gebildeten Rahmen von Bäumen und Grasbühne sowie den festlichen Klang des Ganzen eine Allegorie auf die Liebe Friedrichs zu seiner Frau. Das Gemälde gehöre in die Tradition der romantischen Freundschaftsbilder wie Philipp Otto Runges Dreierbildnis von 1805, auf dem sich der Maler mit Frau und Bruder darstellt. Während die Zuordnung der Personen bei Runge eindeutig ist, bringt an den Kreidefelsen die dritte Person ein unterschiedlich gelöstes Interpretationsproblem. Jensen sieht den am Baum lehnenden Mann als Friedrich in jüngeren Jahren gemalt. Der am Boden Kriechende stelle eine irgendwie zwischen den beiden Eheleuten vermittelnde Person dar. Da die Personenkonstellation kein Bild eines Paares in den Flitterwochen hergibt, wird die Haltung des Malers zur Ehe als schwierig gesehen. Es gehe offensichtlich um komplizierte Beziehungsprobleme. Friedrich würden die Unterschiede zwischen sich und Caroline bewusst.

„[...] wenn ich ihr erzähle von der Reise von Greifswald nach Rügen, dann schaudert sie wohl zusammen, versteckt sich etwas unter meinem Mantel und spricht dann leise und furchtsam: Wo Du hingehest, gehe ich mit, und wenn Du in die See versinkest, versinke ich mit Dir.“

### Doppelbildnis

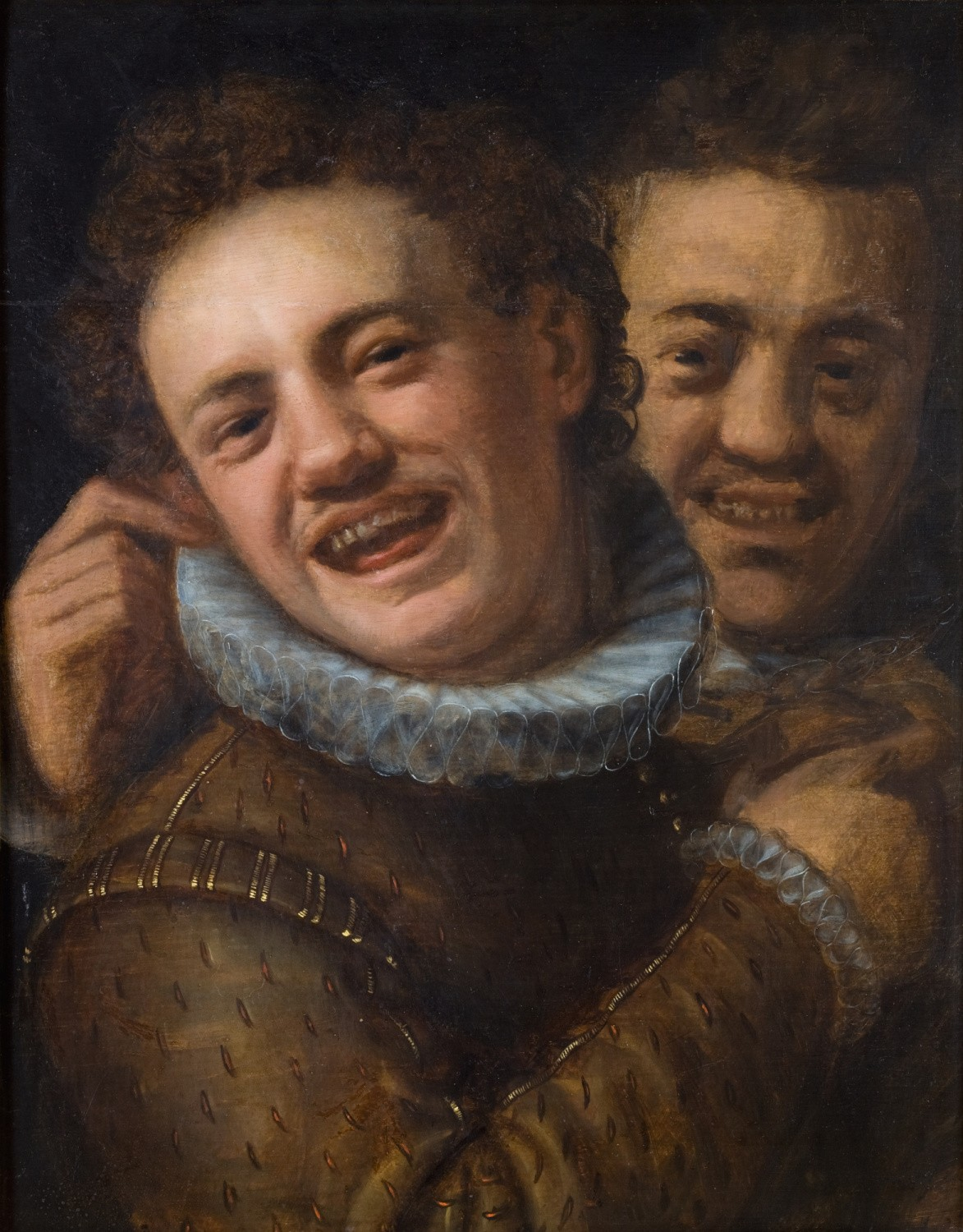
Hans von Aachen: Zwei lachende Männer (doppelter Selbstbildnis), Um 1574

Weil die zweite männliche Person im Bild einem schlüssigen Bildsinn kaum zugeordnet werden kann, erkennt man in einer weiteren Deutungsvariante in den beiden männlichen Gestalten ein doppeltes Selbstbildnis des Künstlers. Diese These wird einmal hergeleitet von der nachvollziehbaren doppelten Blickerfahrung, nach unten in die Schlucht und aufs Meer, aufgeteilt auf die beiden Männer. Eine psychoanalytische Deutungsebene beschreibt das doppelte Selbstbild als Ausdruck einer Spaltung des Mannes in einen liebevoll-anhänglichen und einen unabhängigen, freiheitsliebenden Persönlichkeitsanteil; beeinflusst durch Traumatisierungen und Objektverluste in der Kindheit. Der Blick in den Abgrund könnte so ein Blick in die Zeit schmerzlicher Ereignisse sein und den selbstgeschaffenen Doppelgänger begründen. So wäre das Gemälde ein inneres Porträt des Künstlers von sich selbst, eine kaum maskierte Form der Selbstanalyse. Doppelporträts, die den Maler in seiner gespaltenen Persönlichkeit zeigen, gibt es seit der Renaissance. Ein Beispiel dafür sind die um 1574 entstandenen Zwei lachenden Männer von Hans von Aachen.

### Demagogen-Sinnbild
Die politische Deutung sieht in dem am Baumstumpf lehnenden Mann aufgrund seiner verbotenen Bekenntnistracht mit Barrett einen „Demagogen“. Der Zylinder als Kopfbedeckung charakterisierte in den Augen der „Demagogen“ den in seiner Angst am Boden kriechenden und ein wenig lächerlich wirkenden Mann als „Philister“. Unterstellt wird dem Maler eine karikierende Absicht. Peter Märker sieht eine ähnliche Konstellation in einer Zeichnung, die Wilhelm Hauff 1822 als Burschenschafter in Tübingen anfertigte. Da trägt der Spitzel unter den Barett tragenden Burschenschaftern einen großen Zylinder. Friedrich hat in der Zeit der Demagogenverfolgung die Altdeutsche Tracht politisch motiviert ins Bild genommen. Auch hier wird der Doppelblick bemüht. Der Fernblick steht für Hoffnung auf die Zukunft, der in die Tiefe für die Angst in der Gegenwart. Gegen diese Theorie spricht, dass Friedrich einen am Boden liegenden Zylinder in anderen Bildzusammenhängen einsetzt, etwa in dem Gemälde Gebirgslandschaft mit Regenbogen von 1810 und in der Zeichnung Wanderer am Meilenstein von 1802.

Caspar David Friedrich: Gebirgslandschaft mit Regenbogen, 1810
Caspar David Friedrich: Wanderer am Meilenstein, 1802
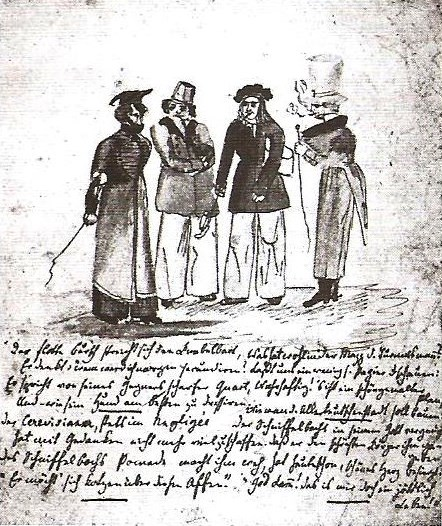
Wilhelm Hauff: Trachtenbild, 1822

## Früher Rügentourismus
Das Motiv einer Ausflugsgesellschaft an der Stubbenkammer ist als ein zeitgeistiges zu sehen. Die Kreidefelsen waren um 1820 vom frühen Rügentourismus längst erschlossen. Die nordisch-ossianische Dichtung von Ludwig Gotthard Kosegarten, einige Reiseführer, geologische Abhandlungen und Friedrichs um 1800 entstandene Rügenzeichnungen machten die Ostseeinsel schnell populär. Das erhabene Gefühl, von den Kreidefelsen in die Ferne zu schauen und das Schaudern beim Anblick in die Tiefe, also Friedrichs Doppelblick, waren zum Topos selbst abgeklärter Betrachtungen über die Küstenlandschaft geworden. Diese Erfahrung beschreibt auch 1805 der Geograph Johann Jacob Grümbke.

## Anekdotisches
Friedrich wanderte im August 1815 gemeinsam mit seinem Freund, dem sächsischen Münzbeamten Friedrich Gotthelf Kummer, auf Rügen. Kummer geriet beim Klettern in den Kreidefelsen in eine Situation, die weder eine Vorwärts- noch eine Rückwärtsbewegung ermöglichte, ohne in Gefahr zu geraten, in die Tiefe zu stürzen. Friedrich musste Hilfe holen, um Kummer aus der misslichen Lage zu befreien. Der Maler kroch tatsächlich wie auf dem Gemälde ängstlich an den Abgrund heran, um mit seinem Freund zu kommunizieren.

„In diesem schrecklichen Moment rief ich F. zum Rande und gab ihm mehrere Aufträge an meine Familie, die ich als den Abschied von derselben betrachtete.“

Dieses Ereignis wird in einigen Deutungen als eine im Bild verarbeitete Erinnerung herangezogen.

## Skizzen und Studien
Der im Bild dargestellten Felsformation liegen die Zeichnungen eines Doppelblattes, datiert vom 11. August 1815, aus dem noch erhaltenen Osloer Skizzenbuch zugrunde. Beide Zeichnungen sind mit dem Titel Kleine Stubbenkammer auf Rügen beschrieben. Die Skizzen entstanden während einer Reise des Malers im Sommer 1815 auf die Insel Rügen zusammen mit dem Dresdner Münzbeamten Friedrich Gotthelf Kummer. Das hintere Segelschiff ist Studien von Segelschiffen vom 6./7. August 1818, zugehörig zum Osloser Skizzenbuch von 1818, entnommen. Diese Zeichnung entstand während der Hochzeitsreise Friedrichs im Jahr 1818 auf der Insel Rügen.

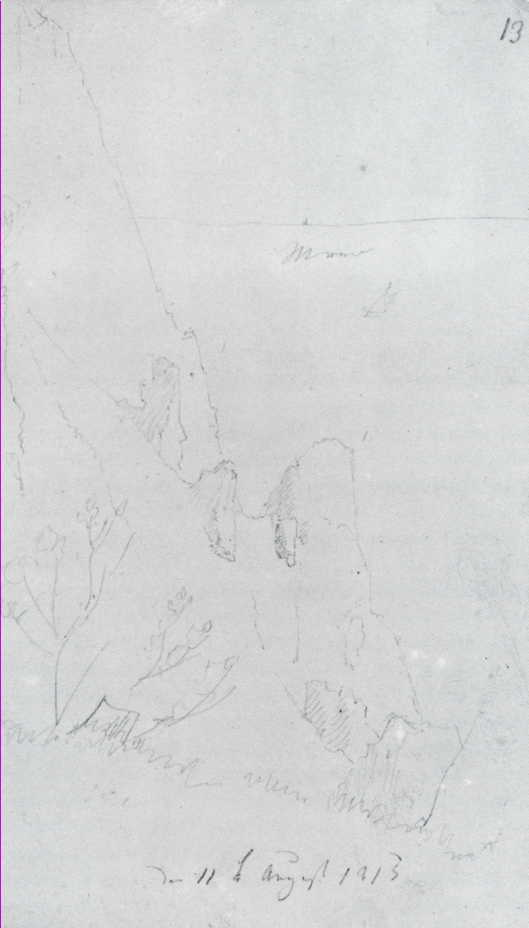
Caspar David Friedrich: Kleine Stubbenkammer auf Rügen, 1815
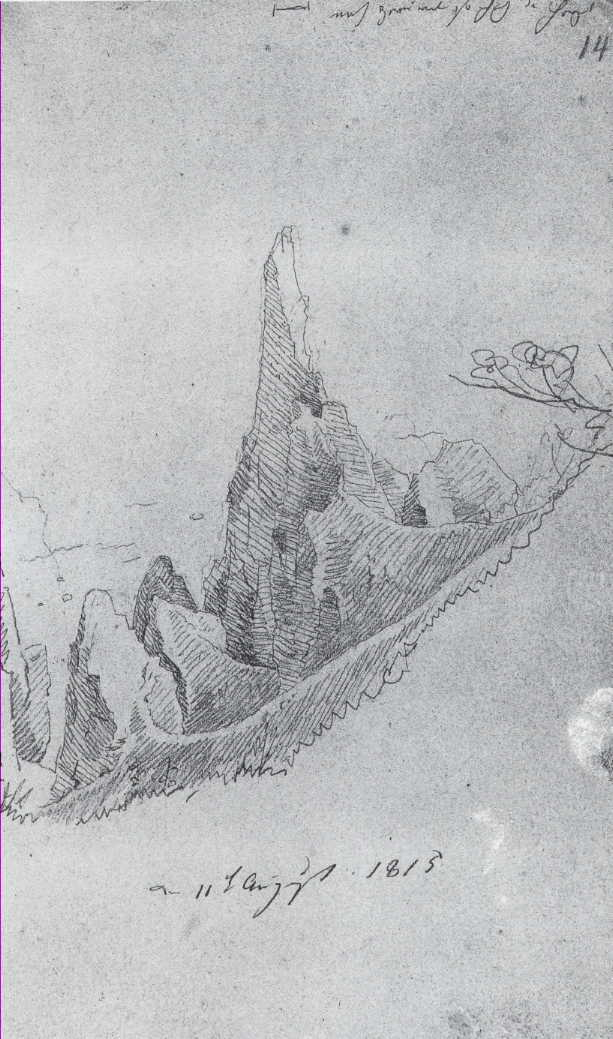
Caspar David Friedrich: Kleine Stubbenkammer auf Rügen, 1815
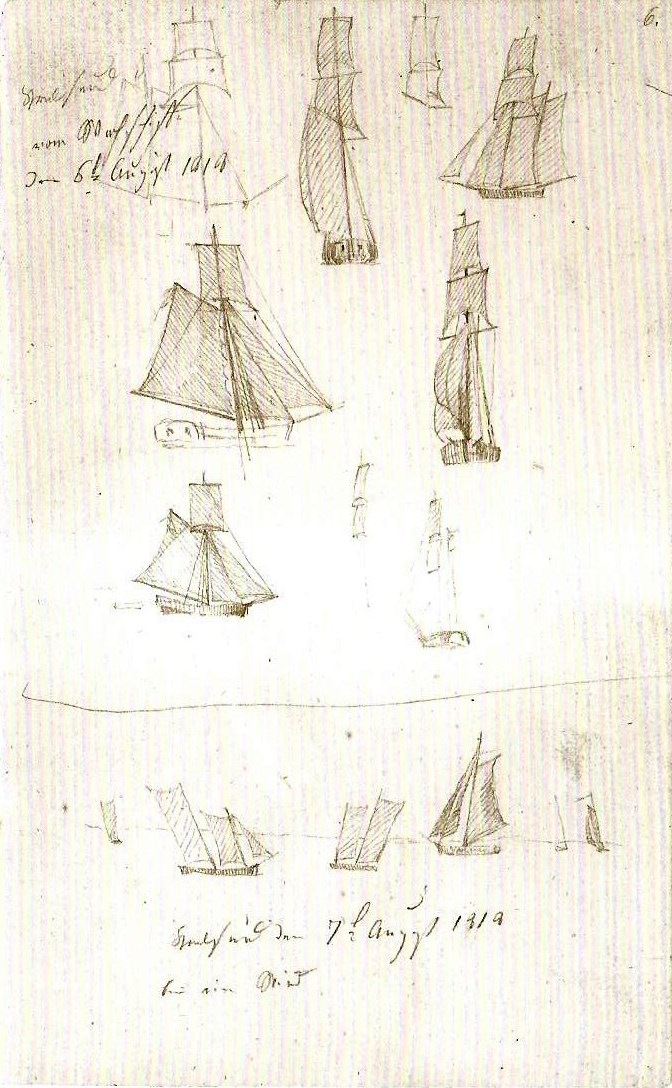
Caspar David Friedrich: Studien von Segelschiffen, 1818

## Das Gegenbild

Caspar David Friedrich: Kreidefelsen auf Rügen, nach 1825

Ebenfalls mit dem Titel Kreidefelsen auf Rügen gibt es von Friedrichs Hand ein nach 1825 entstandenes Aquarell, das als Gegenbild oder düsterer Epilog gelesen werden kann. Das Bild zeigt den gleichen Meeresausblick mit bemerkenswerten Veränderungen. Die Menschen fehlen in der Landschaft, die rahmenden Bäume sind verkümmert, der Fels schiebt sich weiter ins Sichtfeld, wirkt jedoch trostlos, grau und in der Gestalt zurückgenommen, die Herzform ist oben nicht mehr geschlossen – Das Herz ist auseinandergebrochen. Die Deutung der Hochzeitsbild-These weist dem Aquarell einen früh gealterten, vereinsamten und von Eifersucht gequälten Maler zu. Diese Verstörtheit in Friedrichs privatem Schicksal sieht Werner Hofmann sogar der Psychografie der Epoche zugehörig, findet Parallelen in Friedrich Hölderlins Hyperion und Franz Schuberts Winterreise.

## Provenienz
Das auf 1818 datierte Gemälde tauchte unter der Lot Nummer 58: Kreidefelsen auf Rügen, 3 Personen Staffage im Auktionskatalog vom 7. Oktober 1903 (Katalog Nr. 1350) des Berliner Rudolph Lepke’s Kunst-Auctions-Haus auf. Im Katalog wurde das Bild als ein Werk von Carl Blechen angeboten, der die Landschaft bei Stubbenkammer ebenfalls gemalt hatte. Danach befand sich das Werk in der Sammlung des jüdischen Sammlers Julius Freund. Erst 1920 schrieben der Kunsthistoriker Kurt Karl Eberlein und Freunds Kunstberater, der Kustos der Berliner Nationalgalerie Guido Joseph Kern (1878–1953), die Arbeit Caspar David Friedrich zu. 1930 verkaufte Freund die Kreidefelsen während der Weltwirtschaftskrise durch Vermittlung von Fritz Nathan für 50.000 Reichsmark an den Schweizer Kunstsammler Oskar Reinhart; mit einem Großteil von dessen Sammlung ging das Gemälde später in die Stiftung Oskar Reinhart in Winterthur über.

## Einordnung im Gesamtwerk
Das Gemälde gilt in seiner hellen, farbigen Feierlichkeit, aber auch in seiner radikalen Raum- bzw. Flächenkonstruktion einzigartig in Friedrichs Werk. Das Rügen-Thema ist zwar in allen Schaffensperioden des Malers mehr oder weniger vertreten, hat aber mit den Kreidefelsen einen Höhepunkt erreicht. In der Reihe der von Frauen geprägten Bilder wird dem Gemälde ein außerordentlicher Platz eingeräumt. Die Frau im roten Kleid scheint im Vergleich zu Motiven der Gartenlaube, der Frau vor der untergehenden Sonne, der Frau am Fenster oder der Gartenterrasse aus der üblichen Statik und Beziehungslosigkeit befreit. Mit dem am Baumstumpf lehnenden Mann ist auch hier ein Figurentyp vertreten, den man um 1818 in den Gemälden Gartenlaube, Der Wanderer über dem Nebelmeer, Auf dem Segler und Zwei Männer in Betrachtung des Mondes wiederfinden kann.

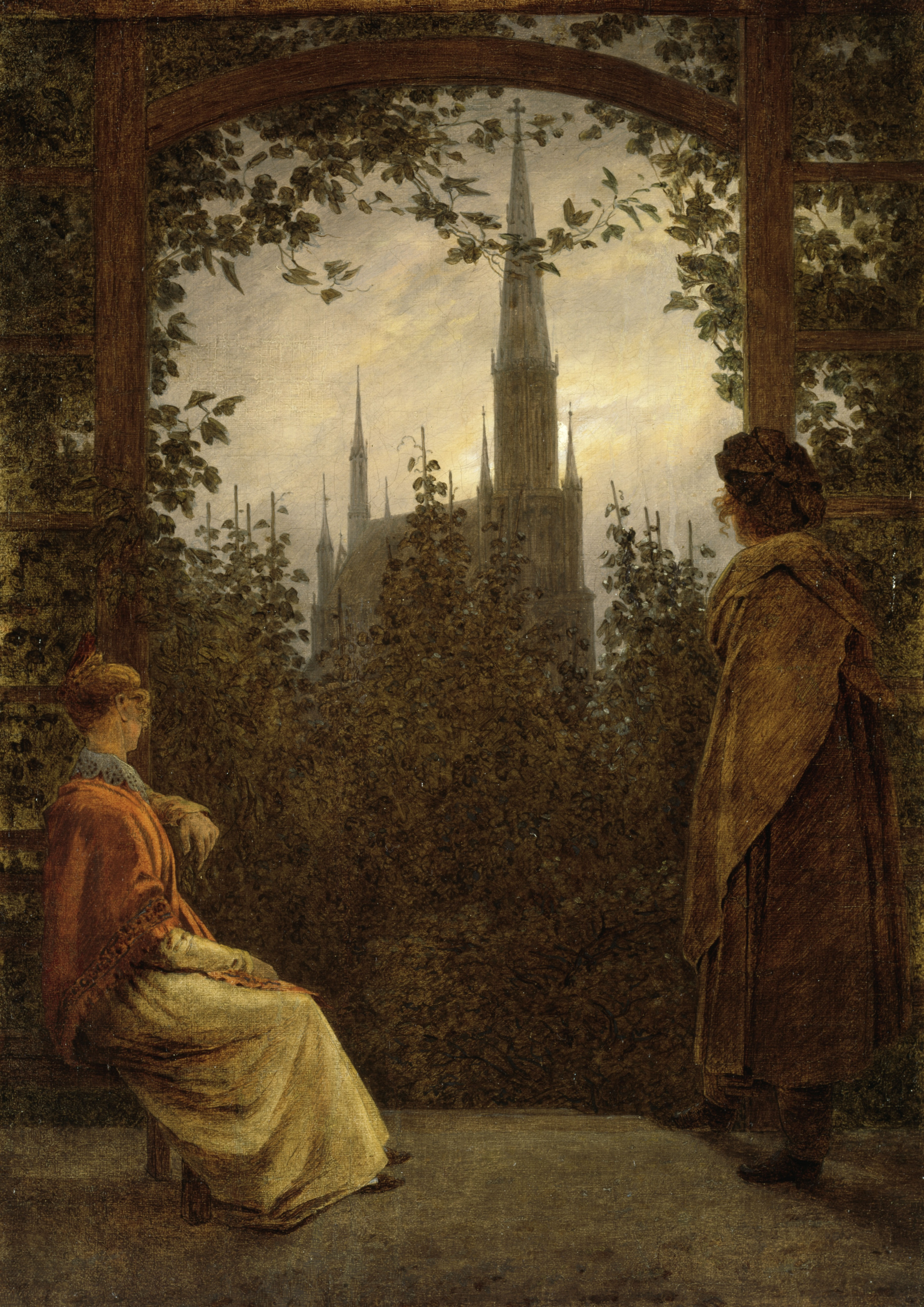
Caspar David Friedrich: Gartenlaube, 1818
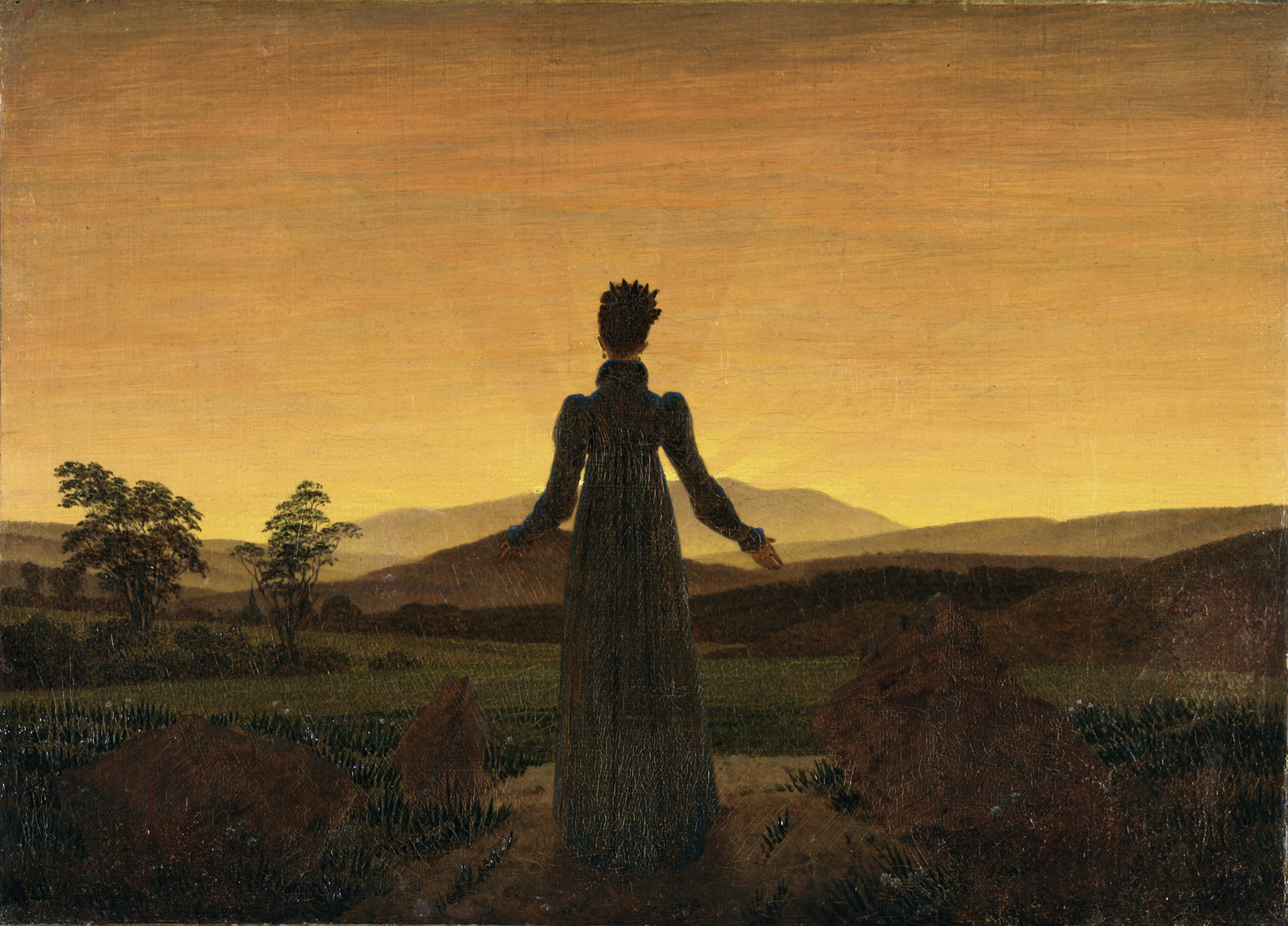
Caspar David Friedrich: Frau vor der untergehenden Sonne, 1817
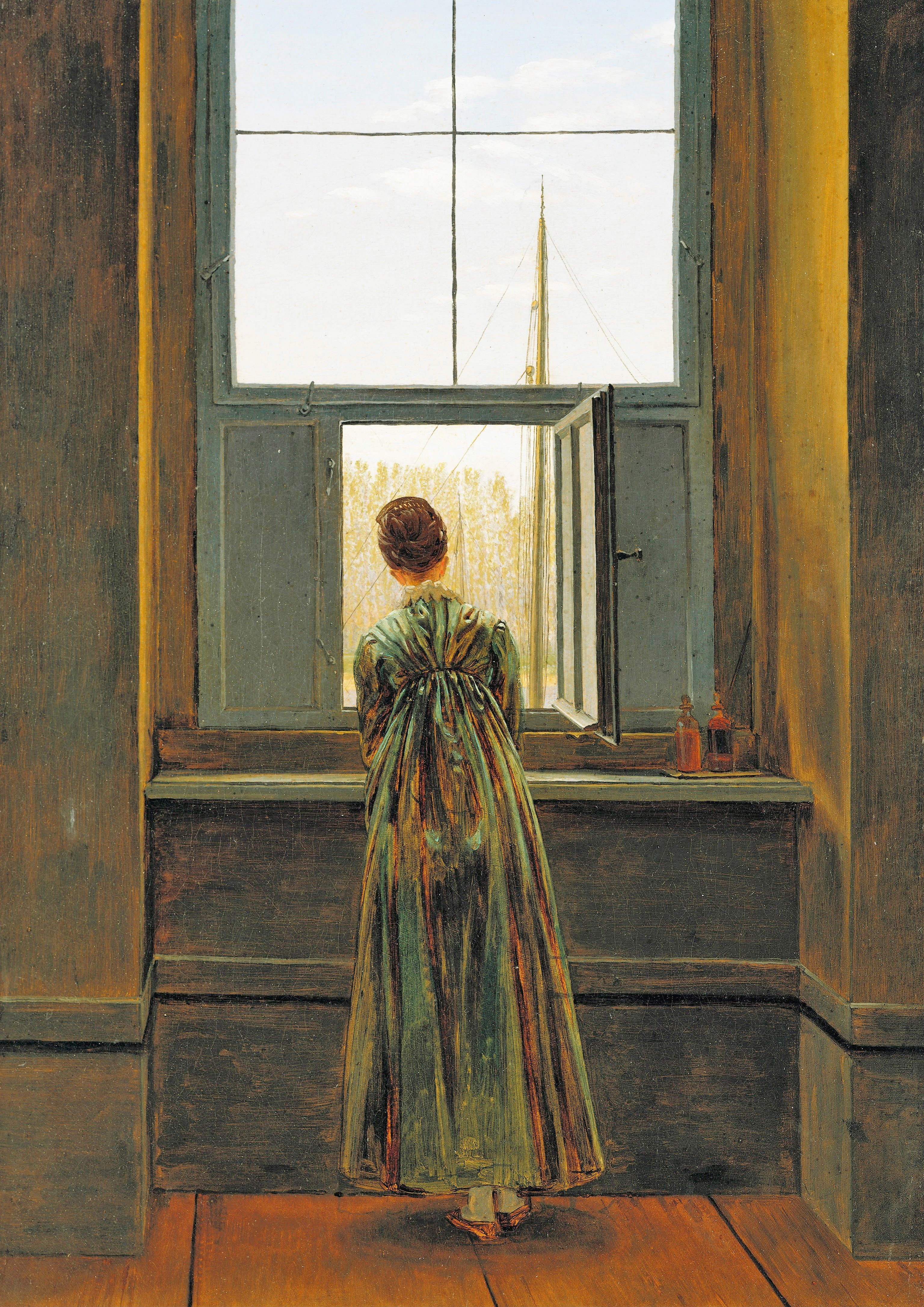
Caspar David Friedrich: Frau am Fenster, 1822
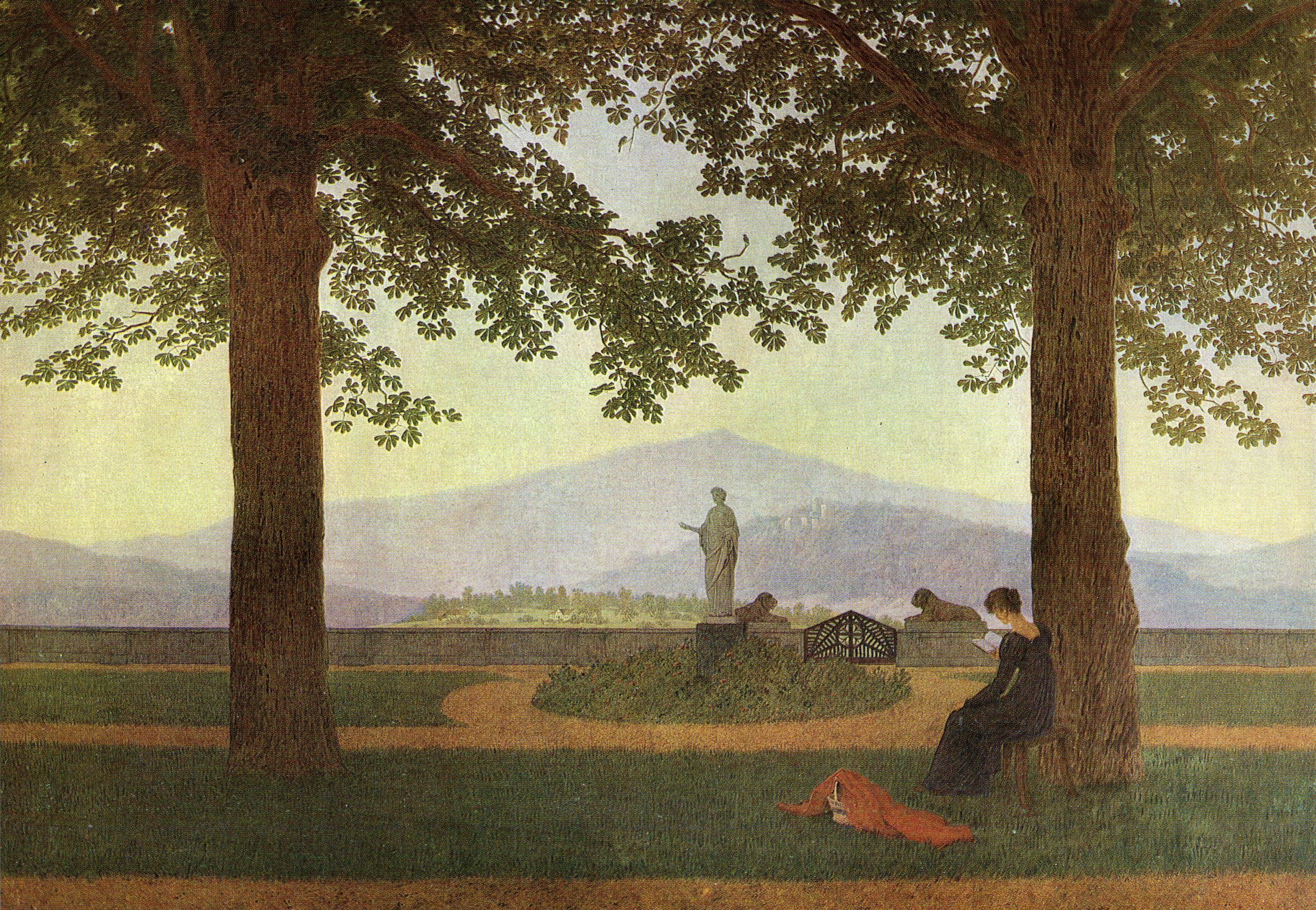
Caspar David Friedrich: Gartenterrasse, 1811
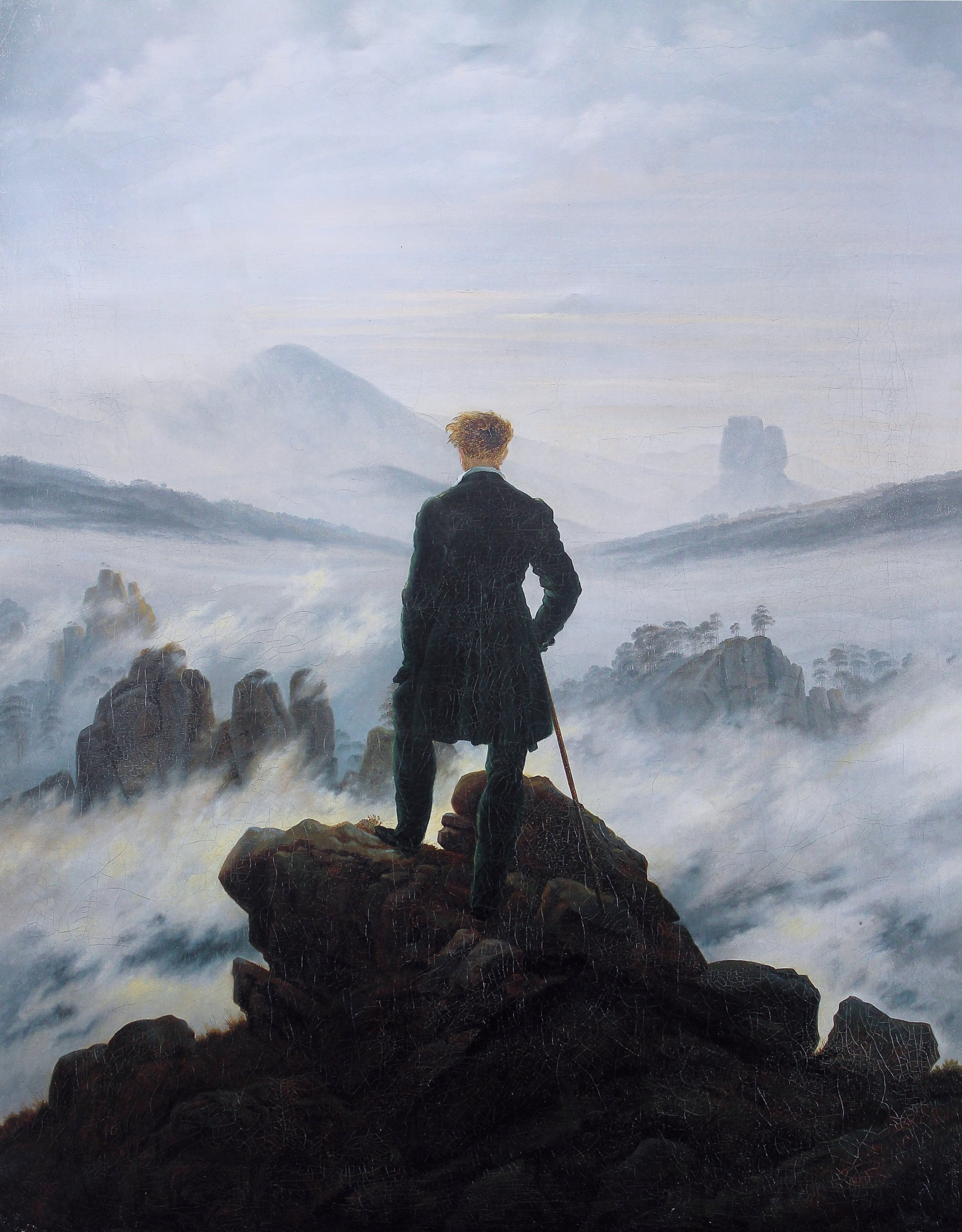
Caspar David Friedrich: Der Wanderer über dem Nebelmeer, 1818
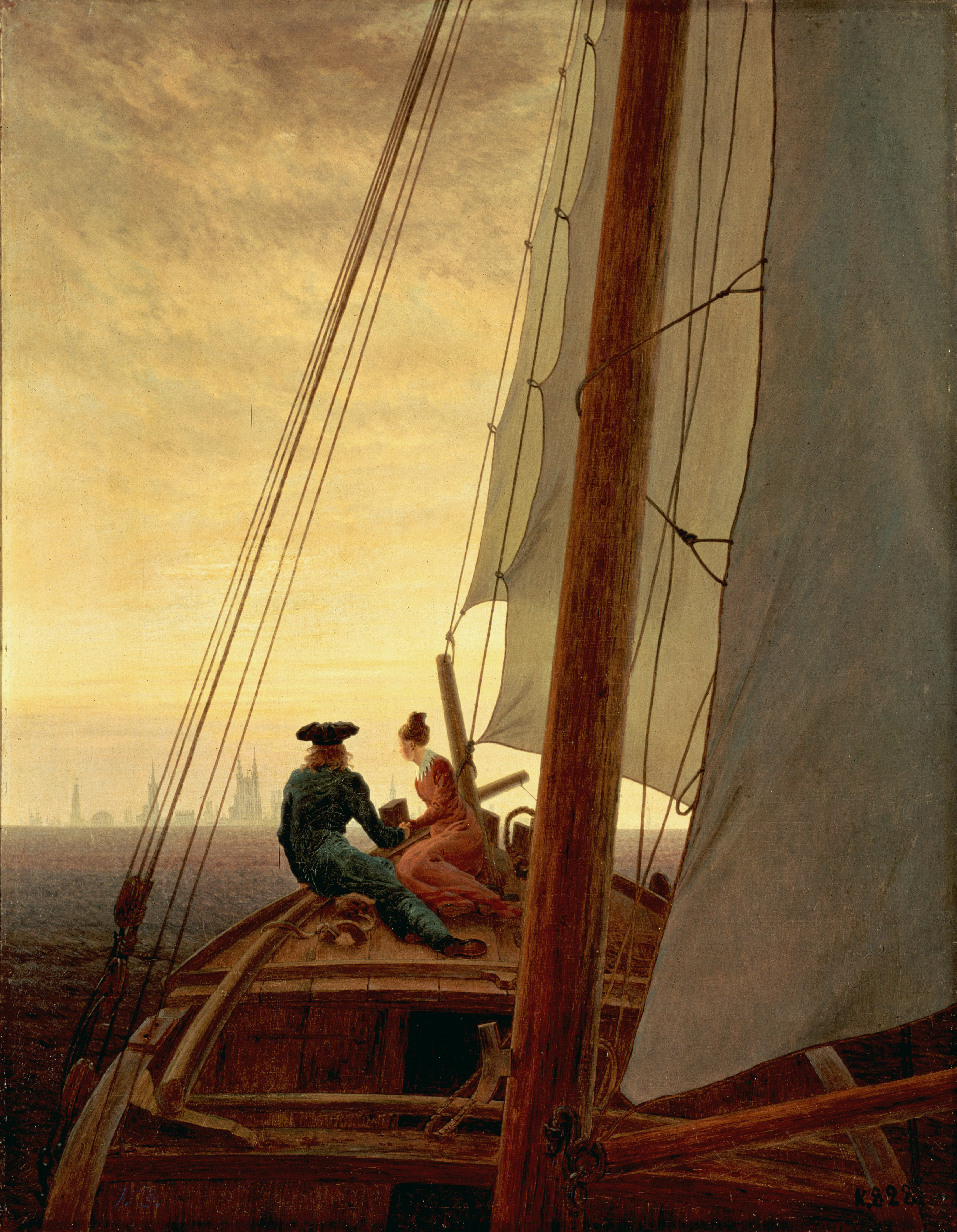
Caspar David Friedrich: Auf dem Segler, 1818
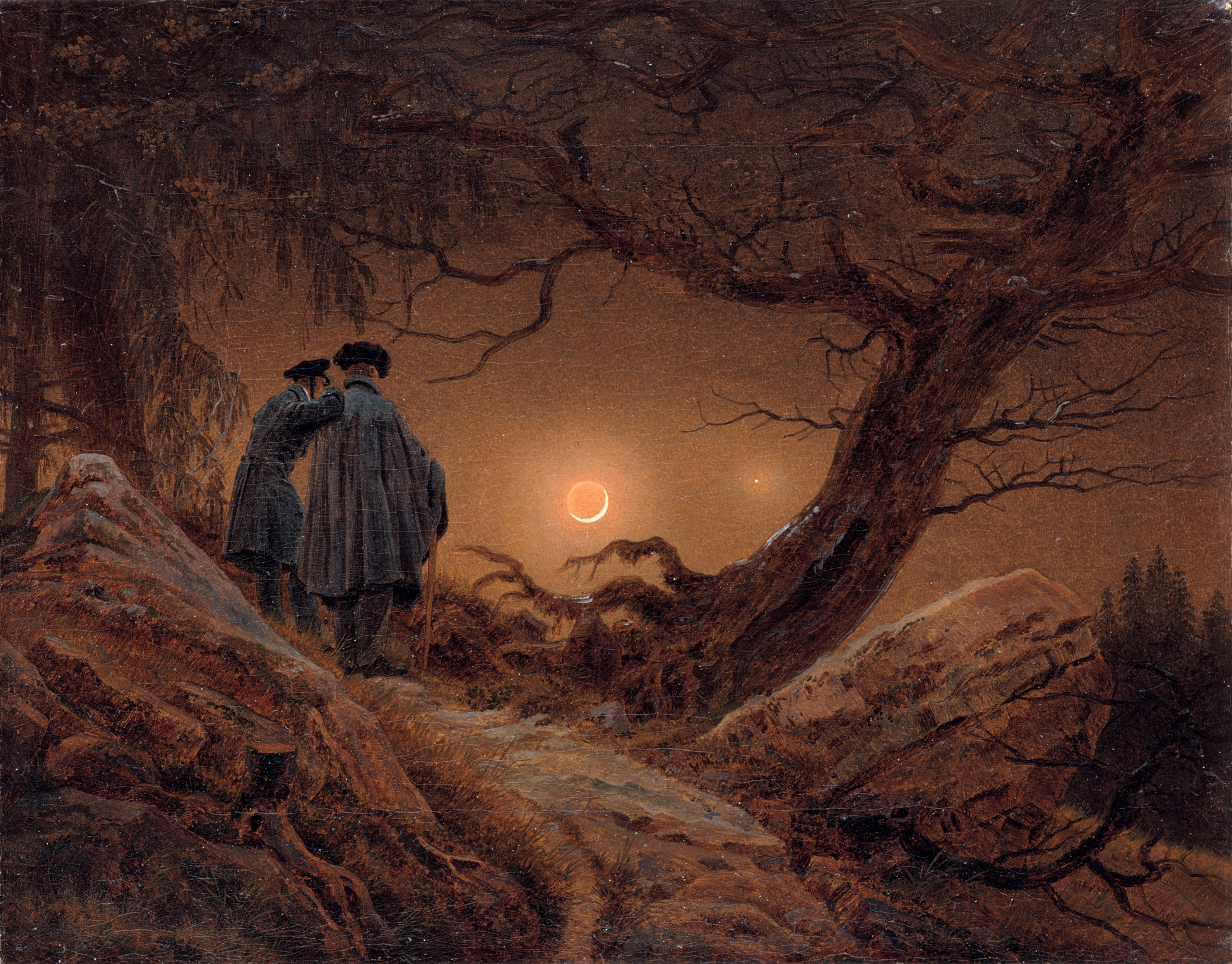
Caspar David Friedrich: Zwei Männer in Betrachtung des Mondes, 1819

## Wirkungen in der Kunst
In seiner ungewöhnlichen Komposition hat das Gemälde keine vergleichbaren Werke angeregt. Allerdings hinterließ Friedrich mit dem Rügen-Thema und dem Kreidefelsen-Motiv erkennbare Spuren in seiner Künstlergeneration und folgenden Künstlergenerationen. Er machte die Ostseeinsel als Künstlermotiv populär. Das zeigen Arbeiten von Karl Friedrich Schinkel, Carl Blechen, Carl Robert Kummer oder Johann Friedrich Boeck.

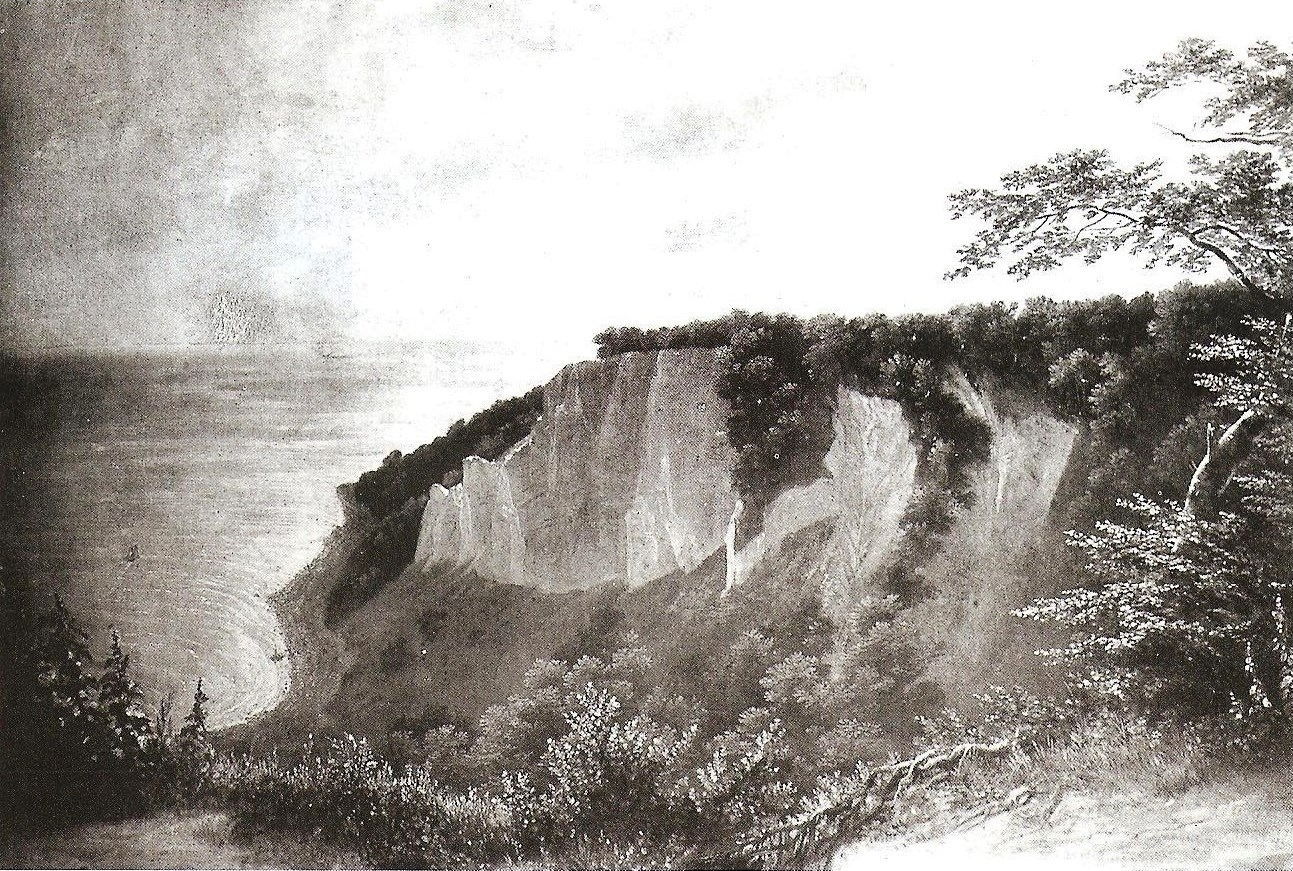
Karl Friedrich Schinkel: Blick vom Königsstuhl auf Klein Stubbenkammer, 1821
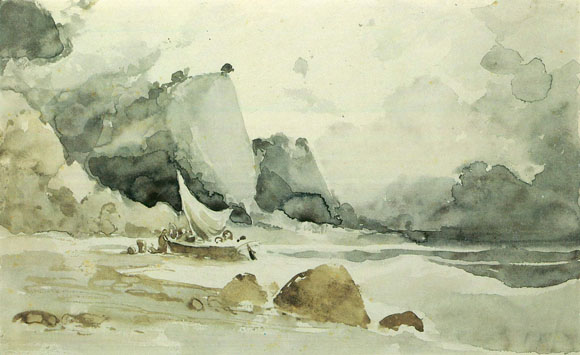
Carl Blechen: Stubbenkammer, um 1828
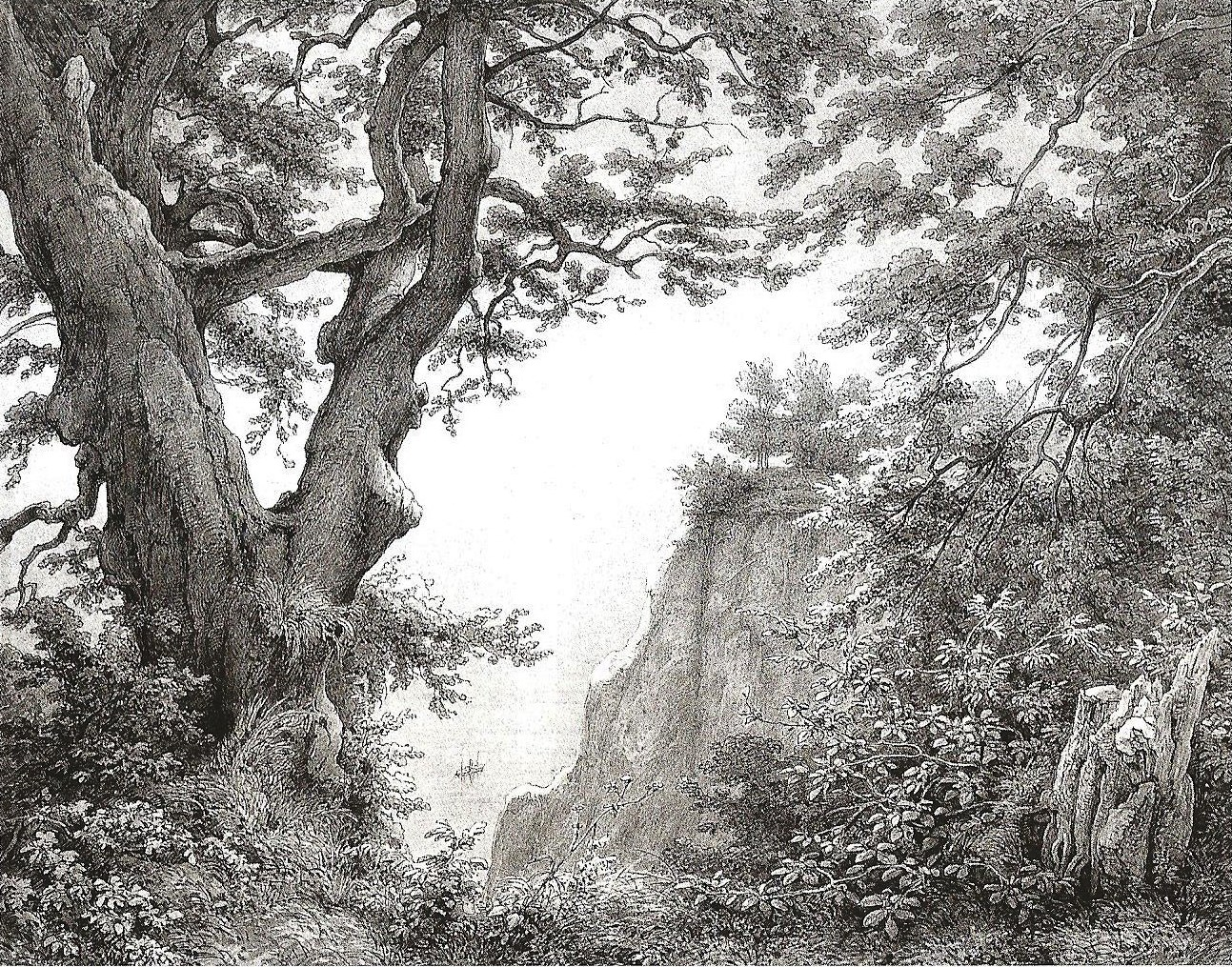
Carl Robert Kummer: Blick zum Königsstuhl, um 1835
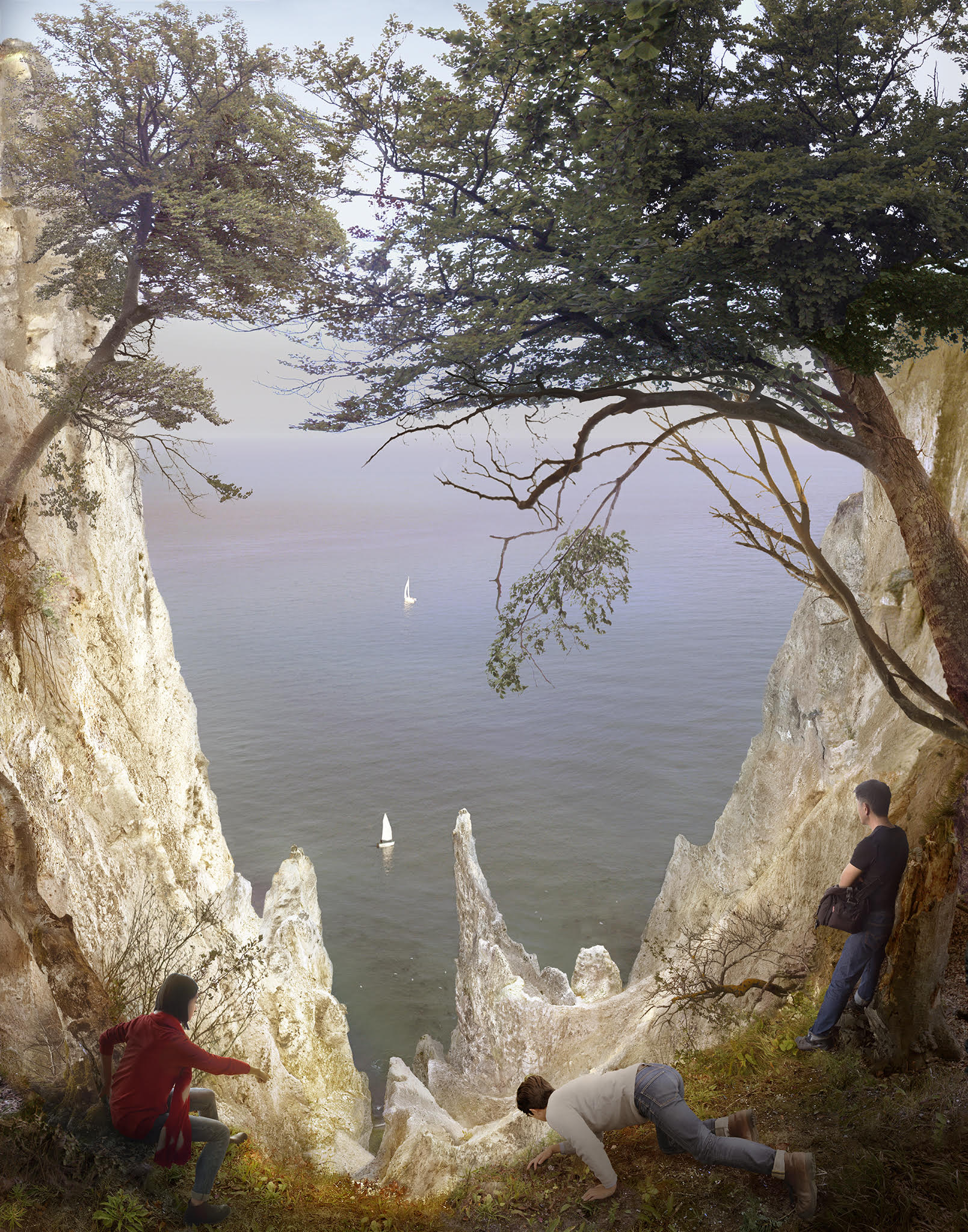
Hiroyuki Masuyama: Kreidefelsen auf Rügen, 2017

## Rezeption
In der noch relativ kurzen Rezeptionsgeschichte der Kreidefelsen wurde eine kaum überschaubare Menge von Textinterpretationen vorgelegt, die alle denkbaren Deutungsebenen ausleuchten. Das Bild ist das am häufigsten verwendete Motiv auf Covern von Literatur zu Caspar David Friedrich und wird wirksam zur touristischen Werbung für die Insel Rügen und das Land Mecklenburg-Vorpommern eingesetzt.
1939 erschien das Gemälde in der französischen Zeitschrift Minotaure als Beispiel von angoisse romantique (romantischer Herzensangst).

## Erleben in der Natur

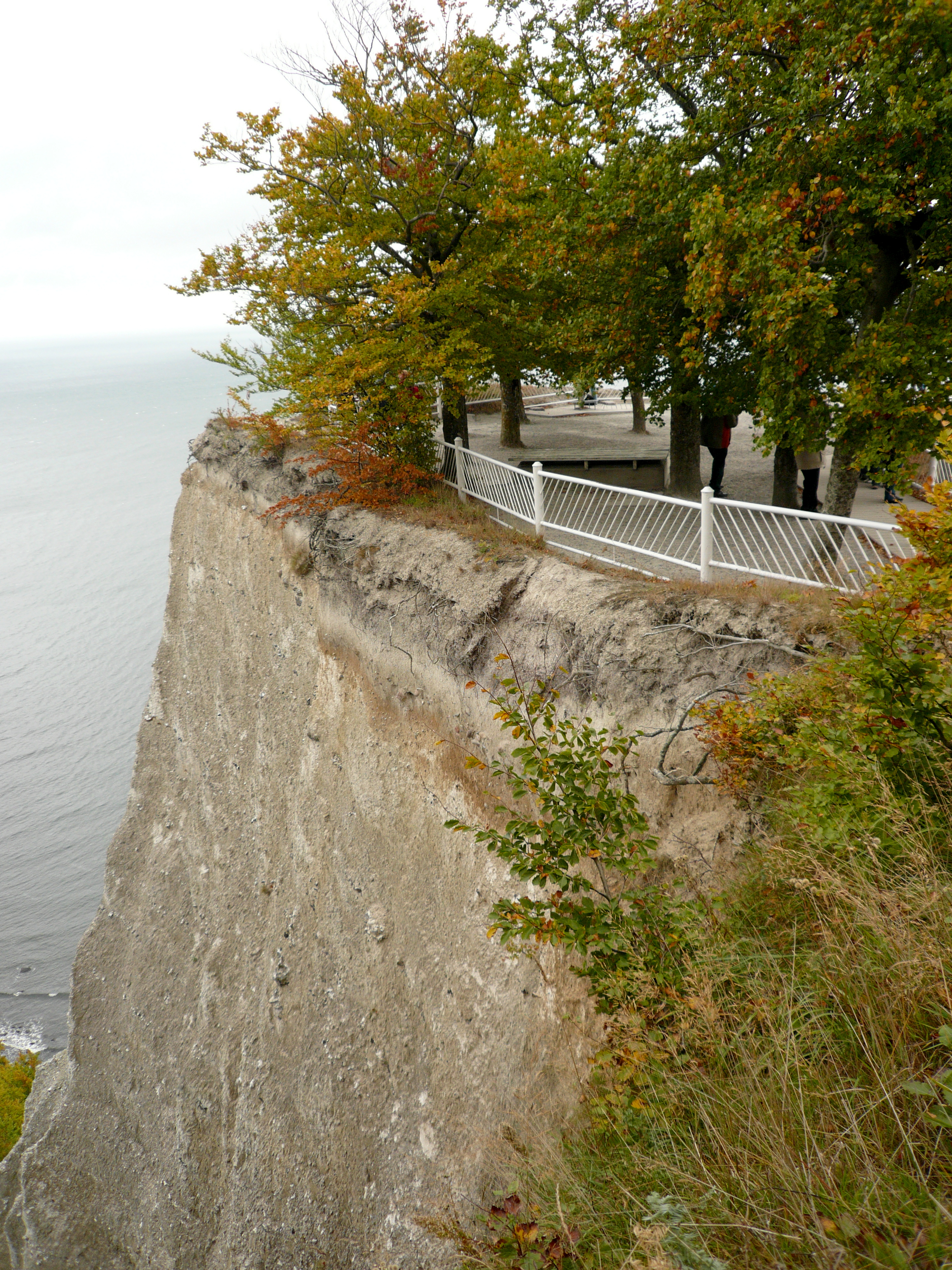
Die Aussichtsplattform auf dem Königsstuhl

Die Landschaft von Friedrichs Bild gehört heute zum Nationalpark Jasmund. Die Aussicht von den Felsen auf das Meer ist am Königsstuhl, dem berühmtesten Kreidefelsvorsprung, eindrucksvoll zu erleben. Im Nationalpark-Zentrum Königsstuhl kann man sich u. a. über die landschaftlichen Zusammenhänge des Malermotivs und die Veränderungen an den Kreidefelsen in den vergangenen 200 Jahren informieren.